# Reserva Natural de Kirikuraba
A Reserva Natural de Kirikuraba é uma reserva natural localizada no condado de Jõgeva, na Estónia.
A área da reserva natural é de 447 hectares.
A área protegida foi fundada em 2005 com base na área protegida de Kirikuraba, que protegia o tetraz-grande (em estoniano:  Kirikuraba metsise püsielupaik).